# Чайка, Станислав Юрьевич
Чайка, Станислав Юрьевич (6 октября 1942, с. Весёлая Долина Тарутинского района Измаильской (Одесская — с 1954 г.) области, УССР) — советский и российский энтомолог, доктор биологических наук (1992), профессор (2006), Заслуженный профессор Московского университета (2008), Почётный член Русского энтомологического общества (2017).

## Биография
Родился 6 октября 1942 г. в с. Весёлая Долина (б. Клястиц и др. назв.) Тарутинского района Измаильской (Одесской — с 1954 г.) области, УССР в семье рабочего.
- 1959−1962 гг. — рабочий совхоза и совхозрабкоопа «Березино» (Одесская обл., УССР)
- 1962—1967 г. — студент биолого-почвенного факультета Московского государственного университета им. М. В. Ломоносова
- 1967—1971 — ст. лаборант Комплексной лаборатории по изучению средств и способов борьбы с вредными животными и болезнями растений биологического факультета МГУ им. М. В. Ломоносова
- 1971—1984 — мл. научный сотрудник той же лаборатории
- 1972—1974 — аспирант кафедры энтомологии МГУ (заочная форма обучения)
- 1974 — защитил кандидатскую диссертацию на тему «Сравнительное электронно-микроскопическое исследование хеморецепторных сенсилл низших кровососущих двукрылых»
- 1984—1991 — ст. научный сотрудник той же лаборатории
- 1991—1998 — ст. научный сотрудник кафедры энтомологии биологического факультета МГУ им. М. В. Ломоносова
- 1992 — защитил докторскую диссертацию на тему «Морфофункциональная специализация насекомых-гематофагов: анализ сенсорных и метаболических систем».
- 1992—2014 — заместитель заведующего кафедрой энтомологии
- с 1998 — профессор той же кафедры

#### Семья
Жена — Чайка (урожд. Николенко) Маргарита Николаевна (1938—2019) кандидат биологических наук, научный сотрудник кафедры микологии и альгологии биологического факультета МГУ.
Сыновья — Чайка Александр Станиславович (1970 г.р., математик); Чайка Максим Станиславович (1971 г.р., инженер-электромеханик).

### Педагогическая деятельность
Лекционные курсы: на кафедре энтомологии — «Общая энтомология», «Медицинская энтомология», «Индивидуальное развитие насекомых», «Гистология насекомых»; на биологическом факультете — «Эмбриология насекомых»; в МГУ (Межфакультетские курсы) — цикл лекций курса «Паразитология человека», ранее — на факультете фундаментальной медицины МГУ читал циклы лекций по курсам «Общая биология (паразитология)» и «Медицинская энтомология и акарология»

### Научная деятельность
В области теоретической энтомологии и паразитологии сформулировал и экспериментально обосновал концепцию множественности морфофункциональных путей формирования трофической специализации насекомых; выявил формы адаптациоморфоза, обеспечивающие морфологическую эволюцию насекомых; разработал системную оценку уровня морфологической специализации насекомых, показал роль типа паразитизма в формировании специфики морфофункциональной организации насекомых-гематофагов; сформулировал новые подходы к оценке явления паразитизма. Выполнил циклы работ по изучению сенсорных, информационных и метаболических систем насекомых, влиянию повышенного радиационного фона на морфологию и состояние популяций эктопаразитов, а также влиянию биологически активных соединений на развитие и морфологию насекомых. Исследовал особенности формирования кутикулярных структур в эмбриогенезе насекомых.
Научный руководитель 5 кандидатских диссертаций.
Автор более 300 научных публикаций, в том числе 10 книг и 170 журнальных статей.
Область научных интересов: морфология и ультраструктурная организация насекомых, морфофункциональная эволюция насекомых, общие вопросы паразитологии, особенности паразитизма членистоногих.

### Публикации
Монографии и учебные пособия:
- Чайка С. Ю. Фундаментальные аспекты медицинской энтомологии: Учебное пособие. — М.: КнигИздат, 2022. — 298 с. — ISBN 978-5-4492-0379-3.
- Чайка С. Ю. Морфофункциональная специализация насекомых-гематофагов. — М.: KMK Scientific Press, 1997. — 425 с. — ISBN 5-87317-043-6.
- Чайка С. Ю. Происхождение и сегментация насекомых: Учебное пособие. — М.: МАКС Пресс, 2003. — 92 с. — ISBN 5-317-00811-5
- Чайка С. Ю. Судебная энтомология: Учебное пособие. — М.: МАКС Пресс, 2003. — 60 с. — ISBN 5-317-00764-X.
- Чайка С. Ю. Таксон и имя: Антропонимические названия таксонов членистоногих: Учебное пособие. — М.: МАКС Пресс, 2005. — 100 с. — ISBN 5-317-01419-0.
- Жантиев Р. Д. и др. Кафедра энтомологии Московского государственного университета. — М.: Т-во научных изданий КМК, 2005. — 137 с. — ISBN 5-87317-253-6.
- Синицина Е. Е., Чайка С. Ю. Атлас электронно-микроскопической морфологии хеморецепторных органов насекомых. — М.: МГУ, 2006. — 343 с. — ISBN 5-85941-211-8.
- Чайка С. Ю. Нейроморфология насекомых: Учебное пособие. — М.: Типография Россельхозакадемии, 2010. — 396 с. — ISBN 978-5-85941-385-0.
- Рязанова Г. И. и др. Кафедра энтомологии биологического факультета МГУ имени М. В. Ломоносова — 90 лет. — М.: «Старая Басманная», 2016. — 156 с. — ISBN 978-5-906470-66-9.
- Чайка С. Ю. Гистология насекомых: Учебное пособие. — М.: Издательство Московского университета, 2017. — 520 с. — ISBN 978-5-19-011097-5.
- Беляева Н. В. и др. Большой практикум по энтомологии: Учебное пособие. — М.: Товарищество научных изданий КМК, 2019. — 336 с. — ISBN 978-5-907099-61-6.

Некоторые статьи:
- Чайка С. Ю. Эволюция обонятельной системы кровососущих насекомых в зависимости от их биоценотических связей с хозяином-прокормителем // Журнал общей биологии. — 1981. — Т. 42. № 2. — С. 241—252.
- Чайка С. Ю. Уровни морфофункционального полиморфизма пищеварительной системы кровососущих насекомых // Журнал общей биологии. — 1984. — Т. 45. № 1. — С. 105—114.
- Чайка С. Ю. Уровень и характер морфофункциональной специализации насекомых-гематофагов // Журнал общей биологии. — 1988. — Т. 49. № 1. — С. 95-104.
- Чайка С. Ю. Эволюция типов питания и происхождение гематофагии кровососущих насекомых // Научные доклады высшей школы. Биологические науки. — 1991. — № 5. — С. 5-19.
- Чайка С. Ю. Многообразие морфофункциональных и экологических путей формирования трофической специализации насекомых-гематофагов // Вестник Московского университета. Сер. 16. Биология. — 1995. — № 4. — С. 32-38.
- Чайка С. Ю. Способы морфофункциональных преобразований насекомых-гематофагов // Журнал общей биологии. — 1995. — Т. 56. № 2. — С. 210—220.
- Чайка С. Ю. Паразитизм — существование организмов в составе паразитарных систем // Паразитология. — 1998. — Т. 32. № 1. — С. 3-10.
- Чайка С. Ю. К вопросу о стадии пронимфы саранчи Locusta migratoria (Orthoptera, Acrididae) // Зоологический журнал. — 2013. — Т. 92. Вып. 3. — С. 264—277.
- Чайка С. Ю. Роль периферического окружения рецепторов нейронов в восприятии стимулов сенсорными органами насекомых: факты и гипотезы // Вестник Московского университета. Серия 16. Биология. — 2020. — Т. 75. № 4. — С. 200—209.

### Научно-организационная работа
Член Диссертационных учёных советов: 1). При МГУ имени М. В. Ломоносова (Д501.001.20), с 2017 г. — МГУ.03.07; 2) При ИПЭЭ имени А. Н. Северцова РАН (Д002.213.01). Член редколлегий журналов: «Зоологический журнал», ранее — «Проблемы экологического мониторинга и моделирования экосистем», «Прикладная энтомология», член редакционного совета журнала «Паразитология». Член Экспертного совета по общей биологии Российского фонда фундаментальных исследований (2008—2013).

## Награды
- Медаль «В память 850-летия Москвы» (1997);
- Нагрудный знак «250 лет МГУ им. М. В. Ломоносова» (2005);
- Государственная научная стипендия для выдающихся учёных России (2000—2003);
- Звание «Ветеран труда» (2003);
- Почётные грамоты: Министерства высшего и среднего специального образования СССР (1981), Московского государственного университета имени М. В. Ломоносова (2005);
- Почётные звания: «Заслуженный профессор Московского университета» (2008), Почётный член Русского энтомологического общества (2017);
- Почётный Диплом Российского фонда фундаментальных исследований (2013);
- Победитель Конкурса работ, способствующих решению задач Программы развития Московского университета (2016 и 2017 гг.).